# Simon Gopane
Motshweneng Simon Gopane (ur. 26 grudnia 1970), piłkarz rodem z RPA grający na pozycji bramkarza.
Karierę Gopane spędził tylko w kraju rodzinnym. Przez wiele lat był podporą bramki zespołu Bloemfontein Celtic FC. Następnie zaliczył krótkie epizody w Jomo Cosmos FC i Bush Bucks FC. W latach 2001–2003 grał w Mamelodi Sundowns FC, w latach 2003-2008 ponownie w Bloemfontein Celtic.
Gopane został powołany do reprezentacji RPA na Mistrzostwa Świata 1998 tylko z powodu urazów odniesionych przez konkurentów. Najpierw kontuzji doznał Andre Arendse, zaś niedługo potem to samo spotkało jego zmiennika Paula Evansa. W dwóch z trzech meczów RPA na Mundialu siedział na ławce rezerwowych.